# Henry Grey, 3. Earl Grey

Henry George Grey, 3. Earl Grey

Henry George Grey, 3. Earl Grey (* 28. Dezember 1802 in Howick, Northumberland; † 9. Oktober 1894 ebenda) war ein britischer Peer, Kolonialpolitiker und Staatsmann.

## Leben
Henry Grey war der Sohn von Charles Grey, 2. Earl Grey, dem späteren Premierminister (1830–1834). Von 1807 bis 1845 führte er als Heir apparent seines Vaters den Höflichkeitstitel Viscount Howick. Er studierte an der Universität Cambridge, folgte seinem Vater in die Politik und wurde 1826 für die Whigs ins Unterhaus gewählt. Hier unterstützte er nachdrücklich die Katholikenemanzipation und die Parlamentsreform.
1830 wurde er unter der Regierung seines Vaters, der Arthur Wellesley, 1. Duke of Wellington, als Premierminister gefolgt war, Unterstaatssekretär der Kolonien (Under-Secretary for the Colonies). Beeinflusst von den Vorstellungen Edward Gibbon Wakefields über die Kolonialpolitik, galt er als zwar fähiger, aber ungeduldiger und wenig kompromissbereiter Mann. Als sich die Regierung 1833 weigerte, die Sklaverei auf den Westindischen Inseln unverzüglich abzuschaffen, trat er zurück, wurde aber im Januar 1834 bis zur Entlassung des Ministeriums Melbourne, der Greys Vater als Premierminister folgte, im November 1834 Unterstaatssekretär im Innenministerium (Undersecretary of Home Affairs).
1835 wurde Grey Kriegsminister im Kabinett Melbourne und Mitglied des Privy Councils. Er engagierte sich weiterhin in der Kolonialpolitik und geriet darüber immer häufiger mit seinen Kabinettskollegen, vor allem dem Kolonialminister, Charles Grant, Baron Glenelg, dessen unentschlossene Kanadapolitik er scharf verurteilte, in Streit. Unermüdlich arbeitend, aber sehr reizbar und ungeduldig, war Grey kein einfacher Kollege. Auch seine vielen zu liberalen Ansichten führten zu Zerwürfnissen mit seinen Kollegen, so dass er schließlich 1839 von seinem Ministeramt zurücktrat.
1841 ließ er sich wieder ins House of Commons wählen und gehörte zur Opposition gegen Sir Robert Peel. Beim Tod seines Vaters 1845 beerbte er diesen als Earl Grey, zog ins House of Lords ein und wurde hier der Führer der Whigpartei. Als im folgenden Jahr John Russell, 1. Earl Russell, nach dem Rücktritt Peels mit der Bildung einer Regierung beauftragt wurde, weigerte sich Grey einem Kabinett mit Lord Palmerston, der als Außenminister vorgesehen war und dessen Außenpolitik er missbilligte, anzugehören. Als die wegen seiner Weigerung verzögerte Regierungsbildung im Juni 1846 schließlich doch zustande kam, gab er unter dem Druck der politischen Realitäten seinen Widerstand gegen Palmerston auf und wurde bis zum Februar 1852 Kriegs- und Kolonialminister.
In seine Amtszeit fielen einige ernsthafte Schwierigkeiten, die er aber meistens erfolgreich bewältigte. Ziel seiner Politik war es, die Ausgaben für die Kolonien zu senken, den freien Handel zu fördern und den Kolonien größere Freiheiten zu gewähren. Er war der erste Minister, der die Selbstverwaltung der Kolonien vertrat und sich dafür einsetzte, dass die wirtschaftlichen Erträge auch diesen selbst zugutekämen. Er unterstützte den Föderalismus in Neuseeland, Kanada und Australien und setzte sich für den Abbau von Zollschranken zwischen benachbarten Kolonien ein. Seine Amtsführung leitete einen Paradigmenwechsel in der britischen Kolonialpolitik ein. In Neuseeland und Australien scheiterte seine Politik an fehlender Unterstützung, aber in Kanada hatte er eine glücklichere Hand durch die Einsetzung von James Bruce, 8. Earl of Elgin als Generalgouverneur, dessen Nachfolger Greys Neffe Albert wurde.
Grey war gegen die Ausweitung der britischen Territorien in Südafrika, weil er die Kosten und die Belastung des britischen Staatshaushalts fürchtete. Er hielt es für richtiger, sich auf die Kapkolonie und Simon’s Bay zu beschränken, musste aber widerstrebend die Errichtung der Orange River Sovereignty als unabhängigen Freistaat durch Sir Harry Smith hinnehmen, während er selbst bestrebt war, die Ausgaben für die Verwaltung und Verteidigung den Kolonialisten selbst aufzuerlegen.
Grey machte sich besonders in Australien und der Kapkolonie unbeliebt, weil er unbeirrt daran festhielt, verurteilte Sträflinge dorthin zu transportieren, während der Widerstand dagegen sowohl in den Kolonien als auch im Mutterland stetig wuchs. Er führte das sogenannte ticket of leave-System ein, eine Art Freipass oder Begnadigung, die es einem Strafgefangenen erlaubte, bei guter Führung frühzeitig in Freiheit gesetzt zu werden.
Grey, dem neben Lord Palmerston die Hauptschuld am Sturz der Regierung Russel zugeschrieben wurde, trat gemeinsam mit seinen Kabinettskollegen 1852 zurück und veröffentlichte im nächsten Jahr eine Rechtfertigung seiner Kolonialpolitik in Form von Briefen an Lord Russell (Colonial Policy of Lord John Russells Administration, 1853), ein etwas trockenes, aber sehr instruktives Buch. In der Koalitionsregierung Lord Aberdeens war für Grey kein Platz mehr, und er sollte auch in der Zukunft kein öffentliches Amt mehr bekleiden. Das ihm nach dem Sturz der Koalitionsregierung Aberdeen 1855 von Lord Palmerston angebotene Kriegsministerium schlug er aus, weil er den Krieg gegen Russland (Krimkrieg) nicht für gerecht hielt, worüber er sich am 25. Mai 1855 in einer langen Rede im Oberhaus aussprach.
Er blieb ein einflussreiches Mitglied des Oberhauses, seinen Grundsätzen nach ein alter Whig, aber keineswegs mit allen Maßnahmen der einander folgenden liberalen Regierungen einverstanden. Vor allem die grundlegende Umgestaltung des britischen Wahlsystems durch die Einführung der geheimen schriftlichen Abstimmung 1872 hatte keinen entschiedeneren Gegner als Lord Grey. Auch die Indienpolitik Disraelis kritisierte er im Oberhaus leidenschaftlich. Wegen der irischen Home Rule-politik der Regierung Gladstone sagte er sich 19. Januar 1882 öffentlich von der liberalen Partei los. Er nahm den ganzen Rest seines langen Lebens lebhaften und kritischen Anteil an der britischen Politik, die er aufmerksam verfolgte, und äußerte sich zu vielen Themen. 1858 veröffentlichte er eine Schrift zur Parlamentsreform (Essay on Parliamentary Government), 1888 eine weitere über den Zustand Irlands und 1892 eine über den Handel, besonders die Zölle, mit den Vereinigten Staaten. Bis ins hohe Alter schrieb er auch viele bedeutende Briefe zu tagespolitischen Themen an die Times und andere Publikationen.
Er starb am 9. Oktober 1894 im Alter von knapp 92 Jahren. Seit 1832 war er mit Maria Copley, Tochter von Sir Joseph Copley, dem 3. Baronet Copley of Sprotborough, verheiratet, mit der er bis zu ihrem Tod 1879 eine sehr hingebungsvolle Ehe führte. Waren sie voneinander getrennt, schrieben sie sich täglich, oft mehrmals am Tag. Trotzdem blieb die Ehe kinderlos und nach seinem Tod folgte ihm sein Neffe Albert, Sohn seines Bruders Charles, als Earl Grey.
Grey war ein fähiger und pflichtbewusster Mann. Er zeigte auf seinen Posten scharfen Verstand, tiefe Auffassung seiner staatsmännischen Aufgaben und unermüdlichen Fleiß, machte sich aber durch seinen Eigensinn und aristokratischen Hochmut unbeliebt. Prinz Albert, der von sich sagte, dass er jedes der Prinzipien Greys unterschreiben würde, äußerte gegenüber Christian Friedrich von Stockmar, dass Grey, obwohl rechthaberisch, doch einer Diskussion zugänglich sei. Und Sir Henry Taylor bestätigte ihm eine größere Freiheit im Denken als jedem anderen Politiker, dem er je begegnet sei. Sein ursprünglicher Lehrer und späterer Gegner in kolonialen Angelegenheiten, Edward Gibbon Wakefield, beschrieb Greys größten Mangel so: “With more than a common talent for understanding principles, he has no originality of thought, which compels him to take all his ideas from somebody; and no power of working out theory in practice, which compels him to be always in somebodys hands as respects decision and action.”

## Werke
- Colonial Policy of Lord John Russells Administration, 1853
- Essay on Parliamentary Government, London 1858